# Burdžané

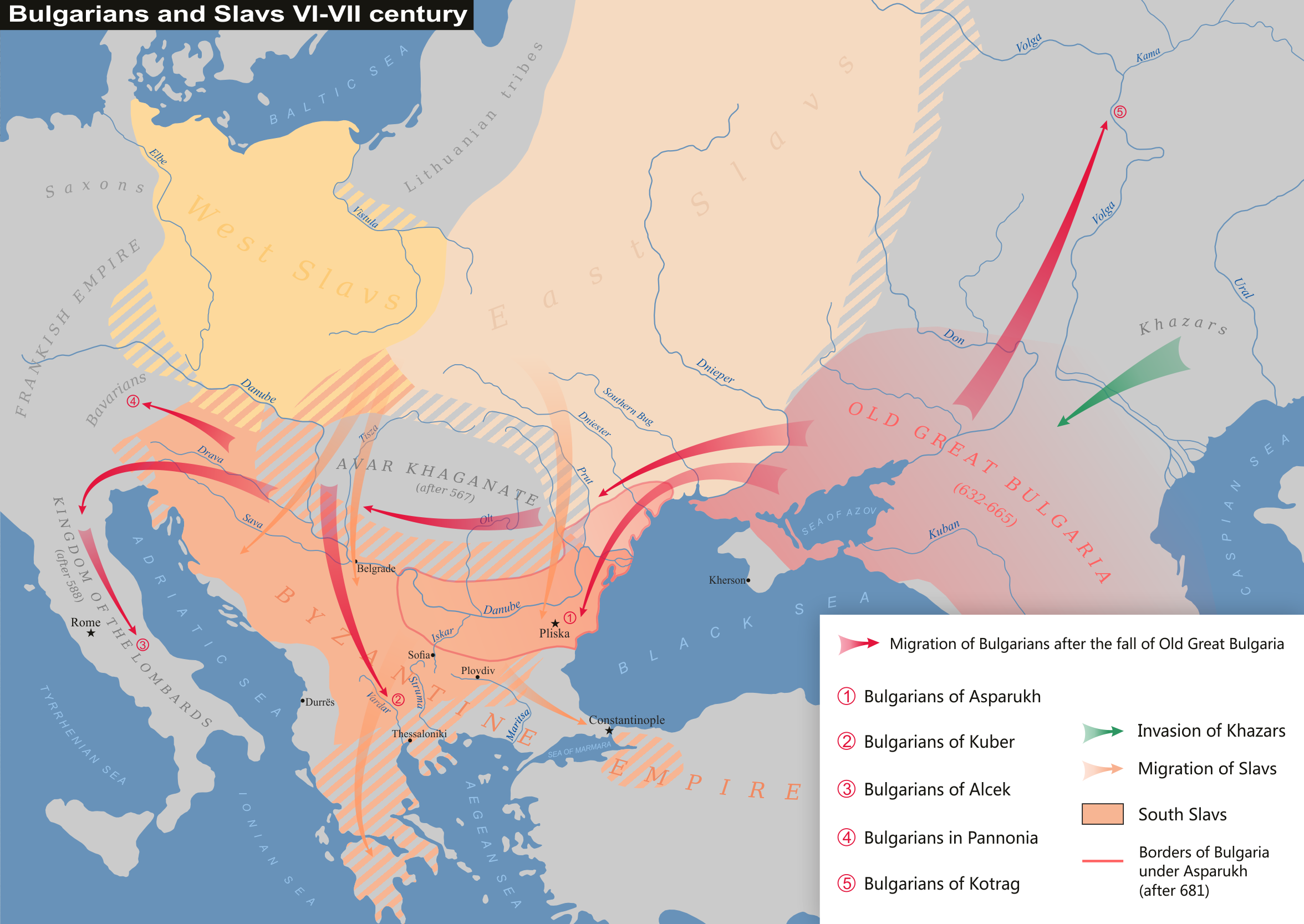
Migrace Bulharů po rozpadu Velkého Bulharska

Burdžané nebo Dagestánští Bulhaři (rusky: Бурджане) byl starověký turkický kmenový svaz potomků těch Bulharů, kteří v letech 350-360 zůstali v oblasti Dagestánu a nestřetli se vojensky s Huny. Skládali se ze tří velkých skupin: Barsilů , Sabirů  a Barındžarů . Burdžané byli příbuzný národ s Protobulhary 

## Historické dělení Protobulharů
Do 8. století byli Bulhaři a příbuzensky blízké národy rozděleni do čtyř velkých skupin:
1. První skupinu tvořili Dunajští Bulhaři.
2. Druhou skupinou byli Kara (Černí) Bulhaři, čili západní Bulhaři na Ukrajině. Do této doby jejich stát prošel několika fázemi: knížectvími Altınoba a Duloba, říší Velkého Bulharska (Onogurie) a královstvím Kara Bulgar.
3. Třetí skupinou byli Dagestánští Bulhaři nebo Burdžané. Jejich stát se vyvinul do formy knížectví.
4. Čtvrtá skupina, úzce propojená s Bulharštími Utigy, kteří od 1. století žili v regionu středního Itilu, byli Buljaři. Založili Buljařský stát, který se také vyvinul do formy knížectví. Vazalem Velkého Bulgarska se stalo nejprve Buljarské knížectví a později království Kara Bulgar [2].

## Kmenová struktura Burdžanů

### Barsilové
Barsilové byli příbuzný národ s Protobulhary. Byli to jejich potomci, kteří byli usídleni králem Masgutů (Massagetové) v oblasti severního Dagestánu. Proto Barsilové patřili k původním bulharským kmenům. Území obsazené Barsily bylo v dávných dobách nazýváno Bersilia. Arménští autoři zmiňují v souvislosti s událostmi z 2. - 4. století Barsily jako největší nepřátele kavkazské Albánie. Po roce 455 žili Barsilové na území dolních tocích řek Těrek a Sulak táhnoucího se k Itilu (Volha). Archeologické materiály z této oblasti poukazují na přítomnost ustálené populace, která byla trvale usídlená a stavěla impozantní pevnosti a města. Část Barsilů ale vedla polokočovný způsob života. Oblast, v níž žili, byla zasycena mokřadními loukami, pastvinami a úrodnou půdou. Říční povodí, bohatě zarostlá rákosím a cukrovou třtinou byla bohatá na ryby. Barsilové obdělávali půdu s krumpáči, pěstovali proso a pšenici. Největší a nejvýznamnější město bylo Bulker (Balkar). Barsilové měli dědičného guvernéra s titulem „Michtar“. Podle Teofylakta Simokatta se v roce 555 bez boje vzdaly Turkoavarům . V 7. století byly podrobeni a vypuzeni Chazary. Nejmenší část Barsilů opustila toto území, přešli na sever k střednímu Itilu a usadila se ve Volžském Bulharsku.

### Sabirové
Sabirové byli ethnos smíšeného typu patřícího do skupiny nazývané Hunobulhaři (Protobulhaři)  pozůstávající z: Hunů, Ugrů a jiných. Nejstarší zmínka o plemeni „Savir (Saspir)“ je obsažena v „Dějinách“ od Hérodota (484 př. n. l. – 425 př. n. l.). V 2. století Klaudios Ptolemaios uvádí název těchto lidí ve formě „Smor“. Tatarští a čuvašští historici předpokládají, že jejich část, nazývaná „Suar“, mohla v 8. století přesídlit do oblasti blízkého Povolží, kde se později sloučila s Volžskými Bulhary. Mezi bulharskými kmeny na blízkém Povolží v roce 922 byl také kmen „Savan“ skládající se z dvou velkých rodů a to Viryg a Askel. Ibn Fadlán, jež ve svých Risale - Zápiscích zadělil Bulhary mezi kmeny Itilsko-Čulmanského regionu, napsal:

| „                     | ...„Bulhaři“ pod vedením krále „Almıša“, Esegelové s jejich králem a kmen „Svan“ s princem jménem „Vyryg“. | “ |
| — Ibn Fadlán „Risale“ | |   |

Savirové již žili v oblasti řeky Kuma. Jejich území se na východě rozšířila k dolnímu Itilu (Volha). Čas od času vyhledávali pastviny na Uralu. Tam se zabývali pastevectvím dobytka pasoucího se od Altaje k východním svahům pohoří Ural. Savirové se postupně začali mísit s Ugry a stali se známými pod názvem „Seper“. Mezi historiky převládá konsenzus že po tomto etniku byla pojmenována Sibiř. Ve své práci Dějiny Priscus uvádí, prý mezi lety 461-465, Savirové napadávali Saragury (Sija-wu → Sar-gur), Ugry (Urgy/Urogy (Urgové/Urogové, Protomaďaři) a Ogury (deset kmenů) (Onogundurové) žijících v tom čase na Krymském poloostrově 
Pod tlakem Turkoavarů část z nich opustila západní Sibiř a přesunula se na západ. Koncem 5. století již žili v oblasti severního Dagestánu, oproti Kaspické brány (Temir-kaput), odkud často útočili na byzantské blízkovýchodní provincie a aktivně se účastnili byzantsko-perských válek. Savirští bojovníci si vpředu své vlasy zdobili a vzadu si je splétali do copánků. Saviři založil knížectví Suvar (Džidan) na území mezi dolním tokem řeky Sulak a městem Derbent. Jeho hlavní město bylo Varachan (Belendžer). Savirský kmen se skládal z několika velkých rodů, které byly vedeny knížaty. Kromě knížat odtržených rodů, byl společný kníže pro všechny Saviry. Nesl titul „Elteber“ („El“ - lid, „Teber“ - zkreslení „Mtavar“ - kníže) - „kníže lidu“. V roce 555 byly podmaněni Turkoavary a o něco později Turkuty. Jejich závislost na nich přetrvala do roku 635.
V roce 736 Arabové začali mohutný útok a zcela porazili Saviry. Ti, kteří přežili, se stáhli k dolnímu Itilu. Další zbývající část Savirů přesídlila na západ mezi Doněc a Dněpr. Jejich potomci až do 17. století byly pod útlakem Rusů. Rusové jim ponechali jejich domorodé jméno Savir, ač ho poslovanštili na „Severjan“.
Riza Fachretdinov:
Národ „Savir“ se dělil do dvou uskupení,
1. první se nazývala „Viryg“ a následovala svého krále (virygského vůdce, ne bulharského krále), a
2. druhá „Askel (Esegelové)“ s jejich králem [6]

### Barındžarové
Barındžarové byli potomci sabanského (Sabirové) kmene Barın, kteří zůstali v severním Dagestánu po odchodu hlavní části kmene na západ. Zde jim Rusové (tak jako i u jiných etnik) jejich domorodé jméno Barın poslovanštili na „Berendej“. Klan Barın byl nejpočetnější a nejmocnější mezi ostatními Sabanskými klany, jmenovitě: Ak-tuba, Ak-suba, Džulut a Bachta. Arabští a perští autoři je nazývali „Barandžar“ nebo „Belendžar“. Původní název národa byl Barındžar.
Barındžarové kteří zůstali v severním Dagestánu, obsadili velké údolí uprostřed toku řeky Sulak v severním Dagestánu. Byli pastevci, lovci a rybáři. Barındžarové chovali koně, ovce, dobytek a vedli polokočovný způsob života. Byli zruční hrnčíři. Výrobené barındžarské nádobí bylo známé po celém severním Kavkazu. Nejdovednější mistři dávali na výrobek svou osobní pečeť (tamga). Velmi často se mezi keramickými produkty barındžarských mistrů setkáváme s označením kruhu, symbolem slunce. Barındžarové se také zabývali výrobou vlněné příze a domácím tkaním. Třicetiletá válka s Araby (706-736) nepříznivě ovlivnila osud Barındžarů. V roce 722-723 Arabové utopili v řece Těrek na 20 tisíc Barındžarštích vězňů. V roce 736 přeživší Barındžarové odešli k dolními toku Itilu.

## Vystěhování Burdžanů
V roce 737 se v oblasti dolního Itilu shromáždily zbytky tří národů z dagestánského etnosystému Bulharů: Barsilové, Sabirové a Barındžarové. Prchající vůdce Burdžanů jménem Mar (Marduan, 747/59-760)  hledal vhodná území k jejich přežití. V té době byl Bardžil (Baržik, 715-731/740) kaganem Chazarů, jenž na tomto postu přijal judaismus. Když uprchlíci dorazili k Chazarům, Bardžil se pokoušel donutit je, aby také přijali judaismus. Mezi Burdžany byly dvě konfesní skupiny (muslimové a tengriani), jež odmítly přijmout judaismus a uprchly do oblasti středoitilské pánve, do Buljarského knížectví.